# TIS
TIS, Toruński Informator Solidarności – niezależne pismo informacyjne wydawane przez Zarząd Regionu Toruńskiego NSZZ „Solidarności” w okresie delegalizacji związku. W sumie wyszło 170 numerów TIS-u, co czyni pismo najważniejszym organem toruńskiej opozycji demokratycznej w latach 1982–1989. W okresie podziemnym pismem kierował m.in. Ryszard Musielak.
Oprócz TIS-u wychodziły w Toruniu inne pisma opozycyjne, m.in. „TAS. Toruńska Agencja Solidarności” (42 numery), i „Kontra” (33 numery).
Obecnie toruńska Solidarność wznowiła pismo. Jest ono miesięcznikiem i informuje o najważniejszych wydarzeniach w związku.